# Velká Británie na Zimních olympijských hrách 2006
Velkou Británii na Zimních olympijských hrách 2006 reprezentovalo 39 sportovců (23 mužů a 16 žen) v 9 sportech.

## Medailisté
| Medaile | Jméno             | Sport    | Disciplína |
| ------- | ----------------- | -------- | ---------- |
| Zlato   | Shelley Rudmanová | Skeleton | ženy       |